# 陶德·菲爾德
威廉·陶德·菲爾德（英語：William Todd Field，1964年2月24日—），美國男演員、導演、製片人和編劇，以執導的長片《不伦之恋》（2001年）、《身為人母》（2006年）及《TÁR塔爾》（2022年）而聞名。已獲六項奧斯卡金像獎提名。

## 早期生活
陶德·菲爾德生於加利福尼亚州波莫纳，家人在此經營家禽養殖場。菲爾德兩歲時，一家人搬到了俄勒岡州波特蘭，父親在此擔任推銷員，母親成為學校圖書管理員。菲爾德從小就對表演感興趣，之後更喜歡上了音樂。
菲爾德身為波特蘭的孩子，曾在波特蘭小牛隊擔任打雜小弟，這是一支由好萊塢演員賓·羅素擁有的獨立小聯盟棒球隊。賓·羅素之子寇特·羅素後來憑藉自己的實力成為演員，在此期間也為波特蘭小牛隊效力。菲爾德和小牛隊投球教練羅布·尼爾森（Rob Nelson）在菲爾德家廚房中創造了第一批Big League Chew（泡泡糖）。1980年，尼爾森和前紐約洋基隊全明星吉姆·布頓將這個想法賣給了箭牌公司；從那時起，該泡泡糖在全球已售出超過八億袋。

## 作品列表

### 幕後
| 年份 | 標題               | 導演 | 編劇 | 製片 | 附註 |
| 長片 | 長片               | 長片 | 長片 | 長片 | 長片 |
| ---- | ------------------ | ---- | ---- | ---- | --- |
| 2001 | 《意外邊緣》       | 是   | 是   | 是   | 提名-奥斯卡最佳影片奖 提名-奧斯卡最佳改編劇本獎                                                                     |
| 2006 | 《身為人母》       | 是   | 是   | 是   | 提名-奧斯卡最佳改編劇本獎 提名-金球獎最佳劇本                                                                       |
| 2022 | 《TÁR塔爾》        | 是   | 是   | 是   | 提名-威尼斯影展金獅獎 提名-威尼斯影展酷兒獅獎 提名-奥斯卡最佳影片奖 提名-奥斯卡最佳导演奖 提名-奥斯卡最佳原创剧本奖 |
| 短片 |                    |      |      |      | |
| 1992 | 《過於浪漫》       | 是   | 是   | 否   | AFI第一年周期項目                                                                                                   |
| 1993 | 《當我還是個男孩》 | 是   | 否   | 否   | 與艾力克斯·弗拉科斯（Alex Vlacos）和馬修·莫丁（Matthew Modine）聯合導演                                             |
| 1993 | 《狗》             | 是   | 否   | 否   | 與艾力克斯·弗拉科斯聯合導演                                                                                         |
| 1993 | 《樹》             | 是   | 是   | 否   | AFI第一年周期項目                                                                                                   |
| 1993 | 《交付》           | 是   | 是   | 否   | AFI第一年周期項目                                                                                                   |
| 1995 | 《諾尼和亞歷克斯》 | 是   | 否   | 否   | AFI第二年論文項目                                                                                                   |

## 外部連結
- 陶德·菲爾德在互联网电影资料库（IMDb）上的資料（英文）
- TCM电影资料库上陶德·菲爾德的资料（英文）
- 在AllMovie上陶德·菲爾德的頁面（英文）